# Chaiwan
Chaiwan是南韓在報導中發明的新名詞，由China與Taiwan兩個字組成，意旨近年中國大陸與台灣在商業上大幅度的合作，使得中國大陸的資金及市場，結合台灣的科技人才與產業經驗。南韓還將此喻為「IT業的國共合作」。

## 背景
2008年中華民國政黨輪替，馬英九政府上台，與中華人民共和國的關係有所改善，雙方在企業合作與經濟發展上的障礙也逐漸解除、開放。同時還搭上中國大陸「家電下鄉」、「刺激內需」的列車， 中國大陸向台灣大量採購面板。此舉，讓兩岸的企業更趨合作，也讓當時市占率領先的南韓面板業退居第2，由台灣登上第一的位置。

## 外部連結
- Chaiwan威力大！兩岸合作威脅韓國經濟 - 天下雜誌